# Modello Mundell-Fleming
Il modello Mundell-Fleming è un modello economico esposto per la prima volta da Robert Mundell e Marcus Fleming. Questo modello è un'estensione del modello IS-LM. Mentre il modello IS-LM descrive l'economia sotto una condizione di autarchia, il sistema Mundell-Fleming prova a descriverlo in economia aperta.
Tipicamente il modello Mundell-Fleming propone la relazione tra il tasso di interesse (i), che influenza il tasso nominale di cambio (E), e l'output economico (Y) (diversamente dal sistema IS-LM che riguarda il tasso d'interesse e l'output economico) nel breve periodo. Il modello di Mundell-Fleming è stato usato per capire che l'economia non può simultaneamente mantenere un tasso di cambio fisso, libero movimento di capitale, e una politica monetaria indipendente. Questo principio è chiamato trio inconciliabile o "trilemma."
Il modello tradizionale è basato sulla seguente equazione:
- {\displaystyle Y=C+I+G+NX} (La curva IS)
  - Dove {\displaystyle Y} è il PIL, {\displaystyle C} è il consumo, {\displaystyle I} è l'investimento, {\displaystyle G} è la spesa pubblica e {\displaystyle NX} sono le esportazioni nette.
- {\displaystyle {\frac {M}{P}}=L(i,Y)} (La curva LM)
  - Dove {\displaystyle M} è la disponibilità di moneta, {\displaystyle P} è il prezzo medio, {\displaystyle L} è la liquidità, {\displaystyle i} è il tasso di interesse e {\displaystyle Y} è il PIL.
- {\displaystyle BP=CA+KA} (La curva BP, Bilancia dei pagamenti)
  - Dove {\displaystyle CA} è il Conto delle partite correnti e {\displaystyle KA} è il Conto dei movimenti di capitale.